# 潴龙河 (大清河)
潴龙河，位于中华人民共和国华北地区，是大清河南支主要的行洪河道，传说是上古时期猪化为龙而成河，故名。上游称沙河，发源于山西省灵丘县东河南镇东岗村以南的太白山碾盘岭北麓，西北流至野窝窑转西流，至白崖台乡古路河村转南流（以下河段也称冉庄河），过独峪乡花塔村后流入河北省，之后干流又称大沙河，蜿蜒向东南，流经河北省阜平县中部、曲阳县西部、行唐县东部、新乐市东部等地区，于新乐市邯邰镇渔砥村折向东，经定州市南部，于安国市伍仁桥镇军诜村右纳磁河后干流始称“潴龙河”，干流继续向东，流经安平县北部，于安平县马店镇秦王庄村转东北流，流经博野县南部、蠡县东南部、高阳县东部等地区，最后于安新县刘李庄镇高楼村汇入白洋淀。河长314千米，流域面积9430平方千米。潴龙河上游流经太行山地区，沟谷狭窄，中游为浅山丘陵，下游为冀中平原，地势平坦，河道宽阔。20世纪80年代起，潴龙河已成为季节性河流，中下游只有丰水年才过流。